# カラヴァッジオ (映画)
『カラヴァッジオ』（Caravaggio）は、1986年公開のデレク・ジャーマン監督によるイギリス映画。ミケランジェロ・メリージ・ダ・カラヴァッジオを主人公にした映画だが、完全な伝記ではなく、創作に基づいて作られている。「メドゥーサ」「愛の勝利（勝ち誇るアモール）」「執筆する聖ヒエロニムス」などカラヴァッジオの作品も多く登場する。

## 概要
この作品でデレク・ジャーマンとティルダ・スウィントンは初めて共に仕事をした。同性愛は後にHIVで亡くなるジャーマン監督にとっては描きたかったことの一つである。
この映画では確信的にアナクロニズムに陥り、電卓やタイプライター、トラックなどが出てくる。

## ストーリー
1610年、画家ミケーレ・カラヴァッジオがトスカーナのポルト・エルコーレの質素な部屋に鉛毒で死を待ちながら、過去を回想する。
少年カラヴァッジオはミラノ近郊の故郷カラヴァッジオ村を離れ、ローマに移り住み、道端で絵を描いて食いつないでいた。貧困から病気になり、入院先で枢機卿デル・モンテの訪問を受ける。「絶望は恐れを知らず」と刻んだナイフを持っている。彼の絵に魅せられた枢機卿の庇護のもとに腕を研き、ローマの聖ルイ・フランス教会から公式の作品依頼を受ける。「聖マタイの召命」などの連作に取りかかる。若い賭事師ラヌッチオ・トマソーニと彼の愛人のレナと出会ったのをきっかけに奇妙な三角関係が始まる。
銀行家マルケーゼ・ヴィジェンゾ・ジュスティアーニの依頼を受け、「愛の勝利」を描く。ジュスティニアーニの豪華なパーティにラヌッチオとレナを連れて行く。レナは法王の甥でビオーネ・ボルゲーゼ枢機卿に紹介され、ボルゲーゼはレナに心を奪われる。カラヴァッジオがレナをモデルに「マグダラのマリア」を描く。レナは枢機卿ボルゲーゼに取り入ろうと計画を企てるが、テベレ川で溺死体で発見され、ラヌッチオは容疑者として逮捕される。カラヴァッジオはラヌッチオの釈放のために法王にも会う。釈放されたラヌッチオはカラヴァッジオに自分が犯人だと告白。怒ったカラヴァッジオはラヌッチオを刺し殺す。

## スタッフ
- 監督／脚本：デレク・ジャーマン
- 音楽：サイモン・フィッシャー・ターナー
- 衣装デザイン：サンディ・パウエル

## 出演
- ナイジェル・テリー:カラヴァッジオ
- ショーン・ビーン:ラヌッチオ
- ティルダ・スウィントン:レナ
- デクスター・フレッチャー:少年カラヴァッジオ
- マイケル・ガフ:枢機卿デル・モンテ
- ナイジェル・ダヴェンポート:銀行家ジュスティニアーニ
- ロビー・コルトレーン:枢機卿ボルゲーゼ